# Pancreas anulare
Il pancreas anulare o pancreas ad anello è una condizione rara in cui la seconda parte del duodeno è circondata da un anello di tessuto pancreatico continuo con la testa del pancreas. Questa parte del pancreas può restringere il duodeno e bloccare o alterare il flusso di cibo verso il resto dell'intestino. Per questo motivo il pancreas anulare viene generalmente ritenuto una forma distinta di atresia duodenale. Si stima che la condizione si verifichi in 1 neonato su 15 000-50 000 Non tutti i casi di pancreas anulare sono sintomatici.

## Eziologia
Il disturbo in genere è associato ad un'anomalia precoce (verso la 4ª settimana) dello sviluppo embriologico. Sembra possa derivare dalla crescita di una gemma pancreatica bifida ventrale attorno al duodeno: parti della gemma ventrale bifida si fondono con la gemma dorsale, venendo così a formare l'anello pancreatico. Secondo altri studiosi l'anomalia può anche verificarsi nel caso in cui la gemma ventrale del pancreas non riesca a ruotare completamente (rimanendo quindi sul lato destro).
Infine anche una rotazione nella direzione sbagliata della gemma dorsale, tale da comportare una disposizione di tessuto pancreatico tutto intorno al duodeno, può determinare l'anomalia. È pertanto evidente come un qualsiasi processo infiammatorio che interessi il pancreas anulare possa facilmente determinare un blocco duodenale.

## Segni e sintomi
I primi segni di anormalità includono il polidramnios (una sovrapproduzione di liquido amniotico), un basso peso alla nascita e l'intolleranza alimentare subito dopo la nascita, in particolare una tendenza alla distensione epigastrica associata a vomito non biliare (l'ostruzione è generalmente al di sopra della papilla di Vater, pertanto superiore rispetto alla giunzione con i dotti biliari).
Nei soggetti affetti da pancreas ad anello sono spesso presenti anche altre malformazioni, ad esempio altre anomalie intestinali o malformazioni cardiache. Va infine notato come diverse malattie cromosomiche (ad esempio la trisomia 21 e con frequenza minore la trisomia 18 e la trisomia 13) siano presenti in circa il 33% dei soggetti affetti da pancreas ad anello.
Nei soggetti adulti spesso a dominare il quadro clinico è la sensazione di ripienezza postprandiale, il dolore addominale in regione epigastrica, la nauseae il vomito che possono essere presenti per lungo tempo (talvolta per anni) prima di giungere ad una precisa diagnosi.

## Diagnosi
Prima della nascita la diagnosi del disturbo può essere posta tramite l'esame ecografico morfologico, finalizzato proprio a studiare la morfologia del feto per escludere eventuali malformazioni: in caso di pancreas anulare i rilievi ecografici possono mostrare la dilatazione del duodeno, mentre l'esaminatore può avere difficoltà nell'evidenziare lo sviluppo del pancreas periduodenale.
Se non è possibile giungere ad una diagnosi prenatale, il difetto può essere diagnosticato nel neonato in base al quadro clinico sopra citato e agli studi di imaging radiologico (radiografia ed ecografia addominale). La radiografia addominale può mostrare il classico segno della "doppia bolla", ovvero la presenza di aria nello stomaco e nel duodeno. Sfortunatamente questo segno della doppia bolla non è patognomonico per il pancreas anulare, poiché può essere osservato anche in altre condizioni, ad esempio l'atresia duodenale e la malrotazione intestinale. Eseguendo delle radiografie seriate del tratto gastrointestinale superiore è talvolta possibile evidenziare un restringimento duodenale a carico della seconda porzione del duodeno e la concomitante dilatazione del duodeno prossimale. In alcuni casi è possibile avere segni di peristalsi inversa del tratto di duodeno che è prossimale al restringimento causato dal pancreas anulare, e la dilatazione della porzione di duodeno distale all'anomalia.
Una TAC addominale o una risonanza magnetica permette di evidenziare il restringimento del tratto duodenale discendente e l'anello di tessuto pancreatico che circonda il duodeno: quest'anello può essere completo oppure, nei pazienti con pancreas anulare incompleto, estendersi in direzione postero-laterale o anterolaterale rispetto alla seconda parte del duodeno.
La colangio-pancreatografia endoscopica retrograda o la colangio risonanza magnetica con secretina consentono una precisa delineazione della struttura anatomiche e in particolare un'ottima visualizzazione dei dotti pancreatici, nonché un’attenta analisi del deflusso del secreto pancreatico nel lume del duodeno.

## Trattamento
L'intervento chirurgico è la procedura di scelta, perfino nei pazienti paucisintomatici e nei quali la condizione persiste da anni, in quanto il pancreas anulare è associato ad un'alta incidenza di gravi complicanze, in particolare la pancreatite acuta e l'ulcera peptica.
L'intervento chirurgico è finalizzato ad alleviare l'ostruzione duodenale o gastrica permettendo il bypassaggio dell'anulus. La resezione dell'annulus sfortunatamente fornisce solo un parziale sollievo dell'ostruzione e può comportare l'insorgenza di pancreatite e/o la formazione di fistole pancreatiche.
Nei neonati il tipo di intervento preferito per dare sollievo dall'ostruzione è una duodenoduodenostomia. Negli adulti, stante la minore mobilità duodenale, è invece raccomandata una duodeno-digiunostomia o una gastrodigiunostomia.